# Даница Мирић
Даница Мирић (Ниш, 19. март 1988) је српска новинарка, и ауторка документарних репортажа и филмова.

## Биографија
Завршила је журналистику на Филозофском факултету Универзитета у Нишу, код професорке Татјане Вулић.
Ради као дописник Радио-телевизије Србије у Врању.

## Рад
Мирић је аутор документарне репортаже Власина, која је освојила прву награду на еколошком конкурсу Бољи свет компаније Кнауф из Сурдулице.
Такође, Мирић је аутор документарног филма Владимир, о уметнику Владимиру Кастиљу Гамбои, кубанском уметнику и емигранту у прихватном центру у Прешеву. Филм је освојио награду за најбољи дебитантски филм 2019. године на Врмџа фесту и гран при награду на 10. међународном фестивалу документарног филма Рома лајф у Будимпешти.